# جورج هاي مورغان
جورج هاي مورغان (بالإنجليزية: George Hay Morgan)‏ هو سياسي بريطاني وبريطاني (وحمل سابقاً جنسية المملكة المتحدة لبريطانيا العظمى وأيرلندا)، ولد في 1866 في المملكة المتحدة، وتوفي في 24 يناير 1931. حزبياً، نشط في الحزب الليبرالي. وقد في الانتخابات العامة في المملكة المتحدة 1906 ‏، انتخب عضو برلمان المملكة المتحدة الـ28 عن دائرة Truro ‏ (12 يناير 1906 – 10 يناير 1910) وفي الانتخابات العمومية البريطانية في يناير 1910 ‏، انتخب عضو برلمان المملكة المتحدة الـ29 عن دائرة Truro ‏ (15 يناير 1910 – 28 نوفمبر 1910) وفي الانتخابات العمومية البريطانية في ديسمبر 1910 ‏، انتخب عضو برلمان المملكة المتحدة الـ30 عن دائرة Truro ‏ (3 ديسمبر 1910 – 25 نوفمبر 1918).